# آدولف کارل لودویگ کلاوس
آدولف کارل لودویگ کلاوس (آلمانی: Adolf Karl Ludwig Claus؛ ۶ ژوئن ۱۸۳۸ – ۴ مهٔ ۱۹۰۰ (۶۱ سال)) یک شیمی‌دان اهل آلمان بود.